# Hora de Srednekolimsk
|  | Huso horario     | Nombre local                                                  |
|  | ---------------- | ------------------------------------------------------------- |
|  | UTC +2 (MSK −1)  | Hora de Kaliningrado (EET)                                    |
|  | UTC +3 (MSK)     | Hora de Moscú (MSK)                                           |
|  | UTC +4 (MSK +1)  | Hora de Samara (SAMT)                                         |
|  | UTC +5 (MSK +2)  | Hora de Ekaterimburgo (YEKT)                                  |
|  | UTC +6 (MSK +3)  | Hora de Omsk (OMST)                                           |
|  | UTC +7 (MSK +4)  | Hora de Krasnoyarsk (KRAT) y Novosibirsk (NOVT)               |
|  | UTC +8 (MSK +5)  | Hora de Irkutsk (IRKT)                                        |
|  | UTC +9 (MSK +6)  | Hora de Yakutsk (YAKT)                                        |
|  | UTC +10 (MSK +7) | Hora de Vladivostok (VLAT)                                    |
|  | UTC +11 (MSK +8) | Hora de Magadán (MAGT), Sajalín (SAKT) y Srednekolimsk (SRET) |
|  | UTC +12 (MSK +9) | Hora de Kamchatka (PETT) y Anádyr (ANAT)                      |

La Hora de Srednekolimsk (SRET), también conocida como Hora de Sajalín (SAKT), es el nombre dado al huso horario UTC+11 en Rusia del 26 de octubre de 2014 y al 24 de abril de 2016. Este huso horario solamente fue usado por 27 mil personas en los distritos orientales de la República de Sajá y las islas Kuriles septentrionales y se debió a una reorganización de los husos horarios rusos por los cuales el Óblast de Magadán, que daba nombre a la hora de Magadán por la que se regían estos territorios, pasaba a regirse en UTC+10, esto es la hora de Vladivostok.